# Хювёнен, Ханнес
Ханнес Хювёнен (фин. Hannes Hyvönen; род. 29 августа 1975, Оулу) — финский хоккеист, правый нападающий.

## Карьера
В Национальной хоккейной лиге играл с 2001 года. Последним для него сыгранным сезоном в НХЛ стал 2002/03 в составе Коламбус Блю Джекетс. В первой половине сезона 2009—2010 выступал за клуб КХЛ «Динамо (Минск)», во второй половине сезона перешёл в клуб «Ак Барс (Казань)», в составе которого  стал обладателем Кубка Гагарина. В 2010 году подписал контракт со швейцарским клубом Рапперсвиль, однако после 4 проведенных матчей за новый клуб 2 ноября 2010 года перешёл в челябинский Трактор.

## Статистика
```
                                            --- Regular Season ---  ---- Playoffs ----
Season   Team                        Lge    GP    G    A  Pts  PIM  GP   G   A Pts PIM
--------------------------------------------------------------------------------------
1994-95  TPS Turku                   FNL     9    4    3    7   16   5   0   0   0   2
1995-96  TPS Turku                   FNL    30   11    5   16   49   7   1   0   1  28
1996-97  TPS Turku                   FNL    41   10    5   15   48  10   4   2   6  14
1997-98  TPS Turku                   FNL    29    2    6    8   71   2   0   0   0   0
1998-99  Blues                       FNL    52   23   18   41   74   4   2   1   3   2
1999-00  Blues                       FNL    18    5    2    7  124  --  --  --  --  --
1999-00  HIFK Helsinki               FNL    22    2    2    4   65   9   4   0   4   8
2000-01  HIFK Helsinki               FNL    56   14   12   26   34   5   0   0   0   8
2001-02  Cleveland Barons            AHL    67   24   18   42  136  --  --  --  --  --
2001-02  San Jose Sharks             NHL     6    0    0    0    0  --  --  --  --  --
2002-03  Columbus Blue Jackets       NHL    36    4    5    9   22  --  --  --  --  --
2002-03  Farjestads BK Karlstad      SEL    10   11    0   11   12  14   5   0   5  41
2003-04  Farjestads BK Karlstad      SEL    47   15   13   28   98  17   7   5  12  43
2004-05  Farjestads BK Karlstad      SEL     8    1    0    1   10  --  --  --  --  --
2004-05  Ilves Tampere               FNL    36   27   18   45   51   7   4   1   5   6
2005-06  Fribourg-Gotteron           Swiss  16    4    8   12   16  --  --  --  --  --
2005-06  Jokerit Helsinki            FNL    35   16   12   28   93  --  --  --  --  --
2006-07  Kärpät                      FNL    15    9   12   21   16  10   3   4   7  18
2007-08  Kärpät                      FNL    54   24   42   66   42  15   8  13  21  14
2008-09  Södertälje                  SEL    24   10    7   17   10  --  --  --  --  --
2008-09  Dinamo Minsk                KHL    25   12    7   29   22  --  --  --  --  --
2009-10  Dinamo Minsk                KHL    32   16   11   27   42  --  --  --  --  --
2009-10  Ak Bars Kazan               KHL    12    2    3    5   18  16   5   2   7   6
2010-11  Rapperswil                  NLA     4    4    2    6    2  --  --  --  --  --
2010-11  Traktor Chelyabinsk         KHL    17    2    0    2    6  --  --  --  --  --
2010-11  HIFK                        FNL    10    3    1    4   29  --  --  --  --  --
2011-12  Färjestad                   SHL    36   10    9   19   41   8   2   1   3  54
2012-13  Karlskrona            Allsvenskan  10    1    2    3    4  --  --  --  --  --
2013-14  Kongsvinger              Norway2    9   13    4   17   20  --  --  --  --  --
2014-15          Did not play
2015-16  Kils AIK               Division 2   3    3    1    4    4
--------------------------------------------------------------------------------------
         NHL Totals                         42    4    5    9   22  --  --  --  --  --

```